# Jens Knipphals
Jens Karl Willi Knipphals (* 19. Mai 1958 in Fallersleben) ist ein ehemaliger deutscher Weitspringer.
Bei den Leichtathletik-Halleneuropameisterschaften wurde er 1978 in Mailand Achter und gewann 1983 in Budapest Bronze. 
In diesem Wettkampf wurde im letzten Versuch vom Kampfrichter bewusst fehlerhaft gemessen und die Abdrücke im Sand sofort zugeharkt. 
Eine endgültige Aufklärung war mangels Einspruch des DLV, trotz vorhandener Video-/Fernsehaufzeichnungen, nicht möglich.
Insgesamt trat er 13 Mal im Nationaltrikot an und gehörte zum Olympiaaufgebot 1980, das wegen des Olympiaboykotts nicht antreten durfte.
Jens Knipphals konnte 1980 wegen einer Verletzung nicht an den Halleneuropameisterschaften teilnehmen und verzichtete 1981 krankheitsbedingt.
1982 nominierte der DLV ihn nicht für die Europameisterschaften in Athen. 
Dies war in Zusammenhang mit dem Olympiaboykott von 1980 der Grund für den Rückzug aus dem Leistungssport 1983 mit nur 25 Jahren.
1979 und 1980 wurde er Deutscher Meister, viermal belegte den dritten Platz. In der Halle holte er 1978, 1982 und 1983 den nationalen Titel und wurde 1981 trotz einer Leistung, besser als der bis dahin bestehende deutsche Rekord, nur Vizemeister.
1979 wurde er Militärweltmeister in Algier und 1978 deutscher Juniorenmeister.
Jens Knipphals startete für den VfL Wolfsburg. Sein Vater Hansjürgen Knipphals war Nationaltorwart im Handball, sein Sohn Sven Knipphals nahm als Leichtathlet an Olympischen Spielen und Weltmeisterschaften teil.

## Persönliche Bestleistungen
- Weitsprung: 8,14 m, 28. Mai 1980, Berlin
  - Halle: 8,13 m, 7. Februar 1981, Sindelfingen
    - 100 m: 10,2 s, 1978 in Cali, Kolumbien